# Nintendo-Magasinet
Nintendo-Magasinet (NM) var en svensk kombinerad TV-spelstidning och serietidning som utgavs av Atlantic förlag och behandlade spel till Nintendokonsoler, och det var även kring dessa spel som serierna kretsade. Nintendo-Magasinet utkom varje månad under perioden augusti 1990-augusti 1994, och var en svensk kombination av de serietidningar som gick under samlingsnamnet "Nintendo Comics System" och speltidningen Nintendo Power. Gunnar Lindberg Årneby var tidningens redaktör från start, en roll som sedermera övertogs av Tobias Bjarneby. Tidskriften hade länge Din bästa medspelare som slogan.

## Historik
Redan från starten i augusti 1990 såldes Nintendo-Magasinet från början både som lösnummer och till prenumeranter; i prenumerantupplagan inkluderades även den 16 sidor långa bilagan Power Player (PP), som recenserade månadens spel, och som saknades i lösnumren.
Huvudtidningen inleddes under de första åren med två serier, något som kom att möta viss kritik från flera framför allt äldre läsare, som hellre såg att de ersattes med mer spelinformation. I marsnumret 1992 publicerades en stor läsarundersökning. I nummer 4/1992 omorganiserades tidningen, som nu kom att innehålla mer spelinformation och endast en serie per nummer. Med start i nummer 2/1993 ersattes de tidigare serierna, som varit baserade på spel till NES och Game Boy med nyproducerade mangaserier, baserade på spelen Super Mario World och The Legend of Zelda: A Link to the Past till Super NES. Bytet av serier speglade en tid där SNES ersatte NES som dominerande Nintendokonsol ute på marknaden.
I mars 1993 startade den tjockare och serielösa TV-spelstidningen Super Power, sedermera Super Play, som blev allt populärare, och vars redaktion delvis bestod av samma personer som arbetade på Nintendo-Magasinet. De två tidningarna utkom nu parallellt. När Nintendo-Magasinet nummer 7-8/1994 kom i mitten av 1994 stod det på sista sidan att nästa nummer skulle komma den 14 september samma år. Så blev det dock inte; Nintendo-Magasinet gick i stället i graven, och dess roll som svensk Nintendo-tidning kom att helt upptas av Super Power, som i sin tur i mitten av 1995 kom att bli alltäckande för alla konsoler.

### Utgivning
Utgivningen var månatlig, undantaget vissa dubbelnummer; november och december var hopslagna till ett tjockare dubbelnummer för julen. 1991 och 1992 utkom ett dubbelnummer för juni-juli. 1993 och 1994 utkom dubbelnummer för juli-augusti.
- 1990: 1, 2, 3, 4/5
- 1991: 1, 2, 3, 4, 5, 6/7, 8, 9, 10, 11/12
- 1992: 1, 2, 3, 4, 5, 6/7, 8, 9, 10, 11/12
- 1993: 1, 2, 3, 4, 5, 6, 7/8, 9, 10, 11/12
- 1994: 1, 2, 3, 4, 5, 6, 7/8

Totalt utgivning: 41 tidningar eller 49 nummer.

## Artikelavdelningar
Avdelningarna ändrades något under årens lopp. Nedan följer några.
- Arkadnytt: Nyheteter om arkadspel.
- Box Mario: Allmänna frågor om Nintendo och deras spel. Frågorna skulle inte röra hur man klarade olika saker i olika spel.
- Game Over: Introducerades i nummer 11-12 1992 och visade avslutningen för ett visst spel.
- High Scores: Spelares skickade poängsummor, där de bästa publicerades.
- Jens spalt: Jens skrev om det aktuella läget.
- Ledarsidan: Redaktören hälsade läsarna välkomna till numret, och presenterade en översikt över numrets innehåll.
- Nintendo i kristallkulan: Ingick i julnummer, då nästan hela året passerat, och innehöll reflektioner över utvecklingen kring Nintendospel samt spekulerade om Nintendospel i framtiden.
- Nintendolinjen: En telefonlinje dit läsare och spelare kunde ringa och höra vilka nya spel som skulle komma.
- Power Player: Spelrecenserande prenumerantbilaga.
- Pro's Corner: Frågespalt om hur man skulle klara olika saker i olika spel.
- Smygtitten: Introducerades i nummer 9 (september) 1992, och tog en titt på spel som antogs komma till Sverige den närmaste framtiden.
- Speldoktorer: Spelare som var "experter" skickade in sin adress i tidningen, och skrev vilka spel de var experter på. Den som hade problem med dessa spel kunde skriva till speldoktorerna.
- Tips & tricks: Tips om till exempel koder och andra "finesser" i spelen.
- Topplistor: Topplistor framröstades av de som ringde Nintendo-Magasinet. Dessa topplistor var TV-spelens motsvarighet till musikens topplistor. Dessutom producerades icke-svenska topplistor.
- Tävlingar: I de olika tävlingarna skulle läsarna visa sin kompetens på TV-spelssidan. Det kunde ibland handla om att svara på frågor, ibland att klara spel och skicka in bildbevis (Nintendojakten). Priserna var oftast spel.
- Årets spel. En tävling som hölls 1992-1994 och genomfördes i början/mitten av året. Här utsåg läsarna det bästa spelet för det föregående året till respektive spelmaskin. Även underkategorier, som "grafik & ljud", "bästa spelkontroll", "bästa utmaning", "bästa huvudperson" och "Årets bästa spel". Då tävlingen hade premiär 1992 räknades 1990 och 1991 års bästa spel ihop, då 1990 var Nintendo-Magasinets premiärår.

## Serier

### Nintendo Comics System
Under de första tre åren publicerades Nintendo Comics Systems serier, producerade och publicerad av Valiant Comics. Det rör sig om tre huvudsakliga titlar, samt tre kortlivade serier.

#### Super Mario Bros.
En serie baserad på den animerade TV-serien The Super Mario Bros. Super Show., som i sin tur var baserad på TV-spelen Super Mario Bros. och Super Mario Bros. 2. I huvudrollerna syntes Mario, Luigi, Prinsessan Peach, Toad samt Bowser, seriens skurk. Även Wart, skurken från Super Mario Bros. 2, och virusen från Dr. Mario gjorde framträdanden. Dessutom medverkade flera figurer skapade direkt för serien.

#### The Legend of Zelda
Serie baserad på det inslag i The Super Mario Bros. Super Show. som bygger på figurerna Zelda och Link från TV-spelet The Legend of Zelda.

#### Captain N: The Game Master
Serieversion av den animerad TV-serien Captain N: The Game Master ("Kapten N i Gameboylandet"). Hjälten Kevin Keene kallas från vår värld till en annan dimension, Videoland, för att, tillsammans med bland annat Mega Man, Kid Icarus, Samus Aran och Simon Belmont från Castlevania, fullfölja en urgammal profetia och rädda invånarna från undergång.

#### Övriga serier
- Game Boy - En miniserie i fyra delar om Herman Smirch, vars Game Boy plötsligt blir en port genom vilken figurerna från Super Mario Land kan komma in i den vanliga världen.
- Metroid - äventyrsserie baserad på TV-spelet med samma namn.
- Punch Out - boxningsserie baserad på TV-spelet med samma namn.

### Nintendo Power
Valiant Comics hade lagt ner sin Nintendo-produktion 1991, och 1993 övergick Nintendo-Magasinet till att publicera två tyngre serier skapade av japanska serieskapare för det amerikanska TV-spelsmagasinet Nintendo Power; Super Mario Adventures av Tamakichi Sakura och Legend of Zelda: A Link to the Past av Shotaro Ishinomori. Först ut var Super Mario Adventures i nummer 2/1993, följd av Zelda i nummer 3. Dessa serier gick sedan parallellt i vartannat nummer, men ingen av serierna hann publiceras i sin helhet innan tidningen blev nedlagd - båda serierna omfattar tolv avsnitt, men bara tio respektive nio av dessa hann publiceras.

## I populärkultur
Det första numret syns i en scen i den svenska långfilmen Jönssonligan & den svarta diamanten från 1992.